# Consiglio comunale giovani
Il Consiglio Comunale dei Giovani e il Consiglio Comunale dei Ragazzi, sigle C.C.G. e C.C.R.) è un organo istituzionale consultivo creato in alcune località italiane e straniere, che è impostato sulla falsariga del Consiglio comunale "adulti", ma è composto di soli ragazzi e adolescenti.
È dunque un organo di rappresentanza che viene eletto a suffragio universale da tutti i giovani di età (in genere) compresa tra i 15 e i 21 o tra i 15 e 25 anni (come ad Albano Laziale e a Fabrica di Roma), residenti o domiciliati nel territorio comunale.
Possono candidarsi alle elezioni del Consiglio dei Giovani ragazze e ragazzi fra i 15 e i 25 anni di età. Gli eletti resteranno in carica per due o tre anni, in base al regolamento adottato dai Comuni.
I Consigli dei Giovani sono, dunque, organismi di rappresentanza democratica di tutti i giovani residenti nel territorio di riferimento, con funzioni consultive di natura preventiva e obbligatoria su tutti gli atti amministrativi, varati dal Comune, che riguardano i giovani. Il Comune, quindi, non potrà deliberare in materia di politiche giovanili senza prima aver consultato formalmente il Consiglio dei Giovani.
Il Consiglio dei Giovani è tenuto a mettere in atto delle iniziative autonome per promuovere la partecipazione dei giovani alla vita politica del Comune; per informare i giovani sulle attività dell'ente locale e su quanto li riguarda da vicino (come per esempio i programmi comunitari per la gioventù); per elaborare progetti a livello locale, nazionale ed europeo in maniera autonoma o in collaborazione con associazioni, altri enti e organismi.
I primi C.C.G.. nacquero in Francia nel 1979, ma si diffusero ufficiosamente in Italia a partire dal 1995. Nel 1998 se ne censirono 79 in tutta la penisola.
La creazione dei C.C.G. in Italia è stata sancita dalla legge 285 del 28 agosto 1997 (Disposizioni per la promozione di diritti e opportunità per l'infanzia e l'adolescenza), che riprende quanto già detto nella legge 176 27 maggio 1991 (Ratifica ed esecuzione della Convenzione sui diritti del fanciullo).
La Regione Lazio ha emanato il 6 ottobre 2003 una legge regionale che prevede la Promozione del consiglio comunale, municipale o sovracomunale dei giovani.

## Elezione
In alcuni casi alla base dei C.C.G. ci sono assemblee più piccole (vedi i Consigli Circoscrizionali Giovani di Prato e i Comitati di Quartiere Giovani di Marino), che compongono in un secondo momento il Consiglio comunale. Ma nella maggior parte dei comuni il Consiglio comunale giovani è eletto tra i ragazzi tra i 15 e i 25 anni residenti nel territorio comunale.

## Composizione
(Regolamento Consiglio Comunale Giovani di Monghidoro.)

## Funzioni
(Regolamento Consiglio Comunale Giovani di Solignano)